# Fabián Alarcón
Fabián Alarcón Rivera (Quito, Equador, 14 d'abril de 1947), polític equatorià. President interí de l'Equador (11-02-1997 – 10-08-1998).
Fabián Alarcón va ser nomenat president interí de la República després que el Congrés destituís el president Abdalá Bucaram. Es mantingué en el càrrec fins a la convocatòria de les eleccions de 1998, que van donar la victòria a Jamil Mahuad.`
Continua rebent una pensió vitalícia del govern equatorià de 38.800 dòlars estatunidencs anuals.